# Ірина-Романа Носик
Ірина-Романа (Ірена) Носик (30 травня 1932, Чортків, тепер — Тернопільська область, Україна  —  21 липня 2016 року, Торонто, Канада) — канадсько-українська мисткиня, графік, мистецтвознавиця, активна діячка української громади в Канаді.

## З біографії
Ірина Носик народилася в родині колишнього сотника Української Галицької Армії і кооператора Івана Романа Носика (1899—1989 рр.) і Лідії Носик (1906—1981 рр.) з дому Горбачевської. Її дід Антін Горбачевський — український галицький громадський і політичний діяч, адвокат (доктор права), співзасновник УНДП, посол до Галицького сейму, делегат Національної Ради ЗУНР. Брат Антона — відомий український хімік, біохімік, гігієніст та епідеміолог, громадсько-політичний, освітній діяч Іван (Ян) Горбачевський, перший етнічний українець, який удостоївся честі бути міністром охорони здоров'я Австро-Угорщини, ім'я якого нині носить Тернопільський державний медичний університет. Помітивши в кінці тридцятих років минуло століття у внучці дар до малювання, дідусь Антін на свої заощадження вислав її навчатися до Європи, якраз перед початком Другої світової війни. Гімназію Ірина закінчує в Інсбруку (Австрія). Вона вступає до Мистецької школи Т. Кірхмаєра в Інсбруку. З 1946 р. вона також студіювала в Університеті Інсбрука ім. Леопольда Франценса (Leopold–Franzens–Universität Innsbruck) на факультеті філософії, де згідно з наявними документами навчалася повні два академічні роки (1946—1948). На той час припадає її участь у першій груповій вистaвці. Праця «Étude» була прийнята на Міжнародну виставку красного, декоративного і прикладного мистецтв (Exposition Internationelle d'art, d'arts appliqué et populaire) зорганізовану Соціяльною Службою Скитальців (ДіПі) в Тиролю та Форарльберґу, від 21 грудня 1947 до 4 січня 1948.

## Вступ до творчості
Дебютною для неї виявилася університетська художня олімпіада у Швейцарії, а потім в Австрії «Творчість переміщених митців». Зображала рідний край — Надзбруччя, яким його запам'ятала з дитинства. Ця виставка принесла їй перший творчий успіх. Вже 1947 року Мистецька Галерея міста Інсбрука викупила в неї перші три художні роботи.
Ірина хотіла побачити більше світу, у 1948 планувала поїхати до Рима, куди її запросила на студії міжнародна організація «Pax Romana», гарантувавши стипендію, як переможниці конкурсу художніх робіт. Проте батькам цієї пори прийшло до Вінніпеґу (Манітоба), де Ірена недовго працювала секретаркою у редакції часопису «Новий шлях».
Навесні 1950 родина переїхала до Торонта, де батько влаштувався асистентом у лабораторії зоологічного факультету при Торонтонському університеті. У пошуках роботи потрапляє за оголошенням до  Торонтонського університету. На конкурсі з малювання серед тридцяти претендентів її роботи виявились найбільш зрілими.

## Зображення біологічних мікрооб'єктів
Робота на кафедрі біології вимагала малювати біологічні об'єкти під мікроскопом, зокрема зміни в перетворені мікроскопічних частин. Роботи Ірени викликали серед науковців і працівників повагу до її здатності виконувати складну роботу наукового ілюстратора. Ірена переносила мікроскопічні об'єкти на великі таблиці, які професори потім використовували на лекціях для викладу тем. Ірена використовувала деякі теми з мікроскопічного світу у своїх приватних творах, зроблених для власного естетичного задоволення. Відтак це стало хобі — знайти художню композицію в невидимому світі найтонших химер. Додаючи до них міфічного шарму свого особистого світосприйняття, Ірена добивалась цікавих художніх ефектів.
Протягом 26 років роботи в Університеті Торонто Ірена Носик створила понад 2,000 ілюстративних таблиць великого формату для університетських лекцій, багато ілюстрацій для студентських підручників і публікацій праць професорів. Деякі з цих ілюстрацій нарисовані з живих моделей, часто за допомогою мікроскопа. Близько 700 таких великих таблиць, намальованих олією на полотні, зберігаються в архівах Торонтонського університету.
Про мисткиню-українку, яка знає і зображає світ зсередини, розповів часопис «Торонто Дейлі Стар» від 5 січня 1957, помістивши велику статтю Джо Реткліффа (Jo Ratcliffe) про Ірену Носик під заголовком «Irene Paints Wrigglers». В статті Реткліфф пише, що:
|  | Ірена Носик малює портрети, але це не портрети, які звичайно бачимо в мистецьких ґалеріях. Це портрети дивовижних і прекрасних сотворінь, що вертяться на прозірках під мікроскопом. Як одинокий науковий мистець в департаменті, Ірена рисує і малює всі таблиці, вживані професорами для демонстрацій на викладах. За розміром її полотна величиною сягають від 6 до 10 стіп аж до величини цілої стіни, а її моделі за розміром від мікроскопічних одноклітинних сотворінь до людей чи частин людського тіла. Спеціяльністю Ірени є одноклітинні бактерії. |

 В статті подано, що Ірена Носик – українка, яка нещодавно прибула до Канади, і що у час, вільний від щоденної праці в університеті, вона малює портрети людей, краєвиди, вишиває і пише писанки. Ірена Носик також демонструвала свої полотна на телеканалі Сі-Бі-Сі.
Пані Ірена удосконалила свої знання в мистецькому коледжі провінції Онтаріо, здобула й фах біолога. Це дало змогу їй краще сприймати, розуміти мікроскопічний світ мікроорганізмів. Тим часом з її домашньої майстерні виходили і чудові олійні картини, портрети, сепії і мозаїки, в яких вона поволі ставала передовою мисткинею Канади.
У грудні 1979 року в Нью-Йорку, в Українському Інституті була розгорнута потужна виставка художніх робіт Ірини Носик. У численних репортажах, інтерв'ю художниця незмінно заявляла, що вона українка і все її мистецтво, це плід творчості в ім'я рідного народу. Художниця в Канаді визнаний майстер художньої творчості, рецензент, авторитетний мистецтвознавець.
Творчою подругою пані Ірени тривалі роки була відома дитяча письменниця українського походження родом з міста Брацлава Вінницької області,  Леся Бризгун-Шанта, також мисткиня, мистецтвознавиця. Носик вряди-годи допомагала Лесі в оформлені відомих її творів для малечі.
Впродовж 60 років її праці були експоновані на майже всіх виставках УСОМ, аж до останньої виставки у 2016 року — року її смерти. В УСОМ Ірена Носик була активним членом Управи і хронікарем протягом 1990–х рр. 
Померла 21 липня 2016 року в Торонто.